# Abdourahamane Tiani
Abdourahamane Tiani, né en 1964 à Filingué, est un homme d'État nigérien, général d'armée dans les forces armées nigériennes, commandant de la garde présidentielle nigérienne jusqu'en juillet 2023,. À la suite du coup d'État de juillet 2023, il prend la tête du Conseil national pour la sauvegarde de la patrie, puis devient président de la république du Niger le 26 mars 2025.

## Biographie

### Enfance, formation et débuts
Abdourahamane Tiani est né en 1964,,. Après des études primaires et secondaires à Filingué et Niamey et l'obtention du Baccalauréat série D, il entre dans l'armée en 1984.
Il fait ensuite l'École d'application de l'infanterie de Thiès (Sénégal). Il suit également plusieurs formations en France et aux États-Unis.

### Carrière
Après avoir été aide de camp, Abdourahamane Tiani est nommé à la tête de la garde présidentielle, en 2011 par Mahamadou Issoufou, alors président du Niger. Il est longtemps considéré comme un fidèle de ce dernier. En avril 2021, Mohamed Bazoum, le nouveau président élu du Niger, décide de maintenir le général Tiani. Ce dernier contribue à l'échec de deux tentatives de putschs visant Mohamed Bazoum avant d'être l'auteur du coup d'état à son encontre.

### Coup d'État de 2023 et prise de pouvoir
Abdourahamane Tiani joue un rôle clé dans le coup d'État de 2023 au Niger en arrêtant Mohamed Bazoum le 26 juillet 2023. Depuis cette date, il le séquestre avec son épouse dans une aile de la résidence présidentielle. Son propre limogeage et la restructuration de la garde présidentielle étaient prévus pour le 27 juillet 2023.
Le 28 juillet 2023, après deux jours de tractations au sein de l'armée, il prend la tête du Conseil national pour la sauvegarde de la patrie (CNSP).
Le 4 août, il procède aux premières nominations au sein de l’armée. Presque tous les chefs d’état-major qui ont rallié les membres de la junte sont remplacés, proches et alliés sont promus.
Le 7 août, il nomme l'ancien ministre des Finances Ali Lamine Zeine au poste de Premier ministre,. Dans la nuit du 9 août et peu avant le sommet extraordinaire de la Communauté économique des États de l'Afrique de l'Ouest (CEDEAO) sur le Niger, le CNSP forme un gouvernement de transition. Le 11 août, il préside son premier conseil des ministres.
Le 19 août, dans un message à la nation, le général Tiani annonce un dialogue national inclusif et une transition de trois ans. Les émissaires de la CEDEAO se trouvent à Niamey le même jour et peuvent rencontrer la junte et le président déchu Mohamed Bazoum. Ce sera leur unique rencontre avec ce dernier, coupé du monde et reclus avec son épouse Hadiza.
Des assises de la refondation ont lieu du 15 au 18 février 2025. Elles proposent de nommer Tiani président de la République pour une période de cinq ans, renouvelable, et lui octroient le grade de général d'armée. De même, elles adoptent une charte de la refondation et proposent de dissoudre les partis politiques. Il est investi le 26 mars en présence de l'ancien président Mahamadou Issoufou, ainsi que des représentants de l'Alliance des États du Sahel, s'octroie le grade de général d'armée, promulgue la charte constitutionnelle, et dissout tous les partis politiques.